# Mark Renshaw

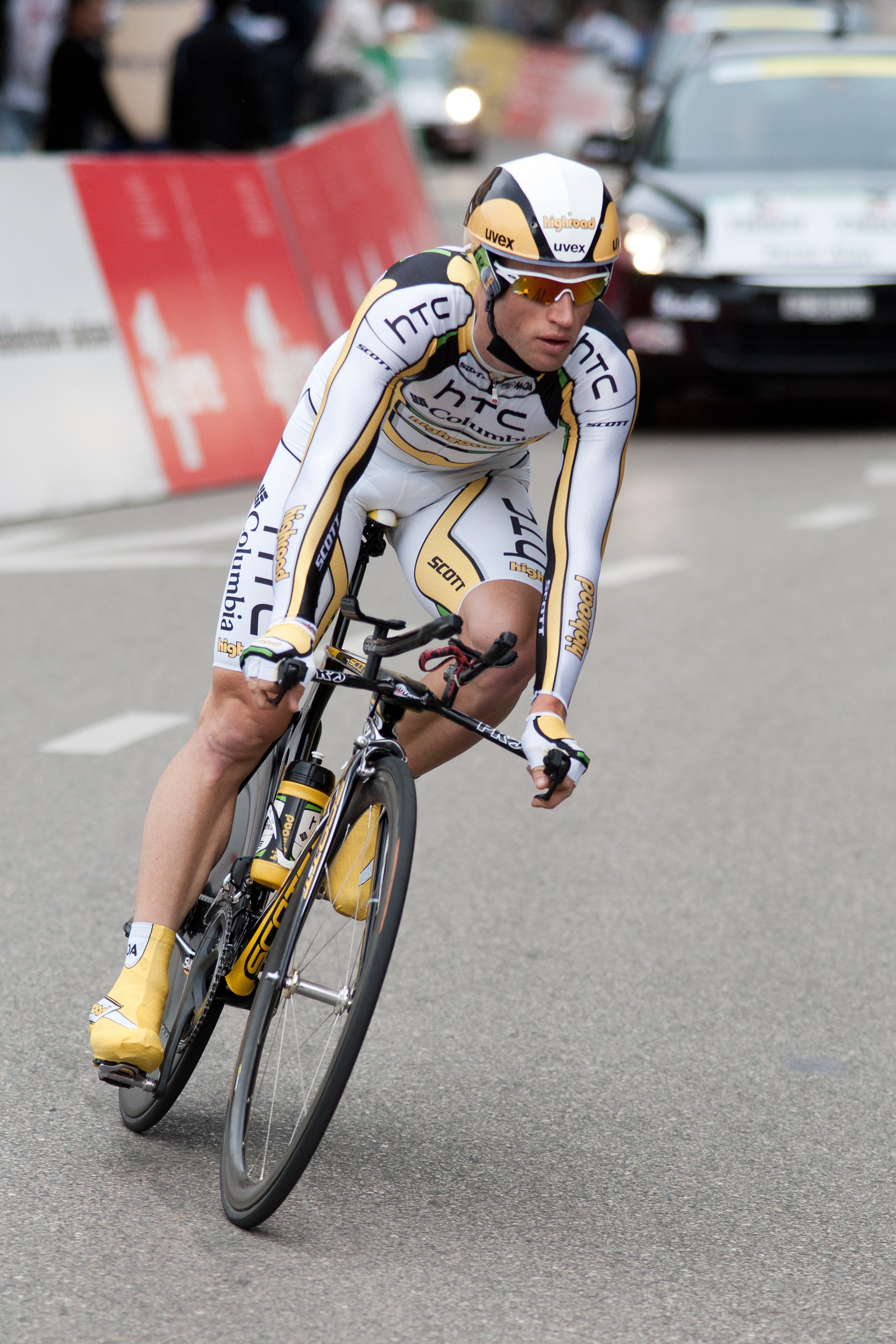
Mark Renshaw under 2010 års Romandiet runt.

Mark Renshaw, född 22 oktober 1982 i Bathurst, är en australisk professionell tävlingscyklist. Han blev professionell 2004 med fdjeux.com. Året innan varit stagiaire i stallet vilket betyder att han fick prova på att vara professionell. Renshaw är en sprinter som tävlar i UCI ProTour-stallet Rabobank säsongen 2012.

## 2006–2007
Mark Renshaw vann Tro Bro Leon 2006 och det australiensiska loppet Down Under Classic 2007. Under 2007 vann han också en etapp på Tour de Picardie.

## 2008
Renshaw blev 2008 års första segrare i ProTour när han vann den inledande etappen på Tour Down Under och fick bära UCI ProTours mästartröja under fyra dagar. I september 2008 slutade han tvåa på den tyska tävlingen Vattenfall Cyclassics efter sin landsman Robbie McEwen. Senare under säsongen vann Renshaw etapp 2 av Circuit Franco-Belge.
I slutet av säsongen 2008 meddelade Renshaw att han hade skrivit på ett kontrakt med Team Columbia för de närmaste två åren. Det eftersom Crédit Agricole, som förlorade sin huvudsponsor efter 2008, misslyckades med att hitta en ny sponsor.

## 2009
Renshaw slutade på femte plats på etapp 4 av Tour Down Under i januari 2009. I februari slutade han trea på etapp 3 av Tour of California bakom Thor Hushovd och Óscar Freire. I mars slutade han tvåa på etapp 2 av Paris-Nice bakom tysken Heinrich Haussler. På etapp 1 av Critérium International slutade Renshaw på fjärde plats bakom Jimmy Casper, Jaŭhen Hutarovitj och Cyril Lemoine.
Under 2009 års Giro d'Italia vann Renshaw tillsammans med sina lagkamrater från Team Columbia den första etappen, ett lagtempolopp. Han lämnade det italienska etapploppet efter etapp 13.
Renshaw slutade tvåa på etapp 21 av Tour de France 2009 bakom lagkamraten Mark Cavendish. På Sparkassen Giro Bochum samma år slutade Renshaw på femte plats.

## 2011
2011 cyklade Renshaw hem etapploppet Tour of Qatar 8 sekunder före tvåan Heinrich Haussler.

## Stall
- fdjeux.com (stagiaire) 2003
- fdjeux.com 2004–2005
- Crédit Agricole 2006–2008
- Team Columbia-High Road 2009–2011
- Rabobank 2012